# Кременчуцька загальноосвітня школа № 18
Кременчу́цька гімназія № 18  —  заклад загальної середньої освіти №18 розташований у Кременчуці 

## Історія
Кременчуцька гімназія № 18 була побудована за типовим проєктом 2-02-73 і відкрита у 1961 році. Її будівництво тривало рік, і восени на урочистій лінійці ключі були вручені першому директору.
Гімназія розрахована на 920 місць, але у перші роки її існування тут навчалося більше 1300 учнів.
Приміщення гімназії триповерхове. Є тут актова і спортивна зали, 28 класних кімнат, серед яких кабінети фізики, хімії, історії, географії, біології, інформатики, української мови та літератури, токарна і слюсарна майстерні та інші. Учні гімназії мають можливість працювати у гімназійній бібліотеці, яка щороку поповнюється науково-методичною та художньою літературою.
З 1992 року у гімназії введена освітня програма «Довкілля». Спочатку цей курс викладався в рамках Всеукраїнського експерименту, а з 2000 року «Довкілля» у гімназії викладається як окремий предмет, починаючи з 2-го класу.
У 2006 році  був створений гімназійний загін «Козаченьки», який об'єднує учнів 5-8 класів і входить до складу Всеукраїнської організації «Козаченьки». Крім цього активно діє, прищеплюючи любов до знань, самопізнання і навчання, загін учнів 5-7 класів «Розумники».
14 жовтня 2014 року боло проведено виховний захід до 200-річчя М. Ю. Лермонтова.

### Директори
1. Швачко Григорій Денисович — з 1961 року по 1970 рік
2. Ященко Іван Федорович — з 1970 року по 1983 рік
3. Медвідь Ольга Іванівна — з 1983 року по 2008 рік
4. Шендрик Валентина Володимирівна — з 1 вересня 2008 р.

## Виховна робота
У гімназії функціонують наступні організації:
- З 1992 року у гімназії введена освітня програма «Довкілля». Спочатку цей курс викладався в рамках Всеукраїнського експерименту, а з 2000 року «Довкілля» у гімназії викладається як окремий предмет, починаючи з 2-го класу.

- центр «Феміда» (слідкує за дотримуванням статуту гімназії, Президентської Ради гімназії)
- центр «Дивосвіт» (центр по роботі з молодшими гімназистами)
- національно-патріотичний центр (спрямовує роботу на розвиток патріотизму та любові до рідної країни)
- центр «Дозвілля» (організація змістовного дозвілля гімназистів)
- прес-центр (виконує інформуючу та загальнопросвітницьку роль)
- У 2006 році був створений гімназійний загін «Козаченьки», який об'єднує учнів 5-8 класів і входить до складу Всеукраїнської організації «Козаченьки».
- Крім цього активно діє, прищеплюючи любов до знань, самопізнання і навчання, загін учнів 5-7 класів «Розумники»

## Галерея

Вигляд на 18 школу з перехрестя провулка Гвардійського та вулиці Ватутіна